# Merdeka.com
Merdeka.com – indonezyjski portal internetowy o charakterze informacyjnym, należący do sieci KapanLagi Youniverse.
Witryna została założona w 2011 roku przez byłego dziennikarza Detik.com (Atmaji Sapto Anggoro) we współpracy z siecią KapanLagi (zał. 2003). Z czasem znalazła się w czołówce najczęściej odwiedzanych serwisów informacyjnych w kraju.
W ciągu miesiąca portal odnotowuje ponad 20 mln wizyt (stan na 2020 rok). W lutym 2022 r. był 7. stroną WWW w kraju pod względem popularności (według danych Alexa Internet).